# Lincoln (romance)
Lincoln: A Novel é um romance histórico de 1984, parte da série Narratives of Empire de Gore Vidal. O romance descreve a presidência de Abraham Lincon e se estende desde o início da Guerra Civil Americana até seu assassinato. Em vez de focar na Guerra Civil em si, o romance é centrado nas lutas políticas e pessoais de Lincoln. Embora Lincoln seja o foco, o livro nunca é narrado do seu ponto de vista (com exceção de vários parágrafos descrevendo um sonho que Lincoln teve pouco antes de sua morte; Vidal escreve da perspectiva de figuras históricas importantes. Ele se baseia em diários contemporâneos, memórias, cartas, relatos de jornais, escritos biográficos de John Hay e John Nicolay (secretários de Lincoln) e no trabalho de historiadores modernos.

## Estilo, enredo e temas

### Estilo
O romance faz parte da série 'Narratives of Empire' de Gore Vidal e se junta a outras obras dele: Burr (1973), 1876 (1976) e Washington DC (1967) como crônicas da América. Na série, Vidal oferece obras de ficção histórica que reinterpretam a história americana desde a Revolução Americana até depois da Segunda Guerra Mundial. O livro nunca é narrado da perspectiva de Lincoln. Em vez disso, o leitor vê Lincoln através dos olhos de seus inimigos, amigos, rivalidades políticas e até mesmo daqueles que tentaram matá-lo. Personagens significativos incluem os secretários do gabinete de Lincoln; William Seward, Salmon Chase, bem como Kate Sprague, John Hay, Mary Todd Lincoln e David Herold. Grande parte da escrita é apresentada por meio de diálogos dramáticos e extravagantes. Vidal prefere isso à narração ou à escrita observacional, tentando transmitir sua inteligência e carisma por meio de seus personagens. O romance não é simplesmente uma obra de ficção histórica, mas com o desenvolvimento pessoal e político de Lincoln, é também um Bildungsroman. O desenvolvimento de Lincoln começa com a lenta mobilização e unificação de seu gabinete interno, atinge o clímax com sua vitória militar e restauração política da União e é completado com seu assassinato.
Lincoln, de alguma forma misteriosa, havia desejado seu próprio assassinato como uma forma de expiação pela coisa grande e terrível que ele havia feito ao dar um renascimento tão sangrento e absoluto à sua nação.

### Trama
O romance começa em 23 de fevereiro de 1861, quando Lincoln, o presidente em exercício, viaja para Washington para sua posse. É em Washington que a maior parte do romance se passa. Washington é retratado como turbulento e em deterioração, com infestações de pragas, infraestrutura precária, um edifício do Capitólio sem cúpula e um Monumento a Washington incompleto. O romance abrange os dois mandatos de Lincoln durante a Guerra Civil Americana. Ele oferece uma narrativa detalhada e extensa, com o livro totalizando mais de 650 páginas. Ele se concentra nos esforços de Lincoln para unir e mobilizar adversários políticos e estrategistas militares para vencer a guerra. É através das várias perspectivas de outras personagens que Vidal retrata um visionário ambicioso que luta contra um casamento instável, doenças físicas e a falta de confiança dos seus colegas de gabinete. O romance também explora o crescimento de Lincoln à medida que ele supera esses fardos pessoais e políticos para triunfar e preservar a união. Vidal completa o romance com o assassinato do presidente Lincoln.

### Temas
O desenvolvimento temático central é a reinterpretação do idealista e sentimental 'Honest Abe'. Vidal retrata um líder ditatorial e politicamente astuto, cuja motivação principal não era a libertação dos escravos afro-americanos nem a adesão à Constituição, mas a preservação da União. Vidal chega mesmo ao ponto de afirmar que Lincoln tinha uma crença inabalável na superioridade branca e estava disposto a "dobrar a Constituição", embora isso tenha sido significativamente criticado. Vidal acredita que foi a disposição de Lincoln de agir unilateralmente e suspender princípios democráticos como o habeas corpus que lhe permitiu ter sucesso em sua busca inabalável pela unificação. Ele prendeu editores de jornais hostis, opositores políticos e até empregou o Serviço Secreto para inspecionar comunicações privadas.
Vidal acompanha as políticas complexas do gabinete e do congresso. Inicialmente, Lincoln enfrenta oponentes políticos que constantemente duvidam e minam sua liderança. De fato, muitos congressistas viam Lincoln como alguém de boas maneiras e fraco. No entanto, à medida que o romance avança, o leitor passa a entender que Lincoln mascara proposital e habilmente suas verdadeiras emoções. Vidal afirma que a maior qualidade de liderança de Lincoln é sua natureza introvertida. Lidando com políticos traiçoeiros, generais arrogantes e críticos, Lincoln foi astuto e esperto para conduzir com maestria os Estados Unidos à unificação como uma República. Apesar dos estrategistas militares incompetentes e dos políticos mesquinhos e briguentos, Lincoln estava ciente de que seu objetivo principal era manter o Norte unido pelo maior tempo possível. Isso ocorreu porque a batalha era de desgaste e Lincoln sabia que a população menor do Sul seria exaurida primeiro.
No final das contas, até mesmo as rivalidades políticas de Lincoln passaram a respeitar sua liderança. William Seward, outrora um feroz oponente e destruidor de Lincoln, transforma-se em um servo dedicado.
Eu posso ter desejado — até mesmo desejado — poder, mas tudo isso foi queimado. Não sobrou nada de mim. Mas ainda há o Presidente.
Também houve deficiências em Lincoln. Ele é retratado como irremediavelmente ingênuo ao lidar com os custos notáveis do financiamento da guerra e ao lidar com o Tesouro dos EUA. Ele também enfrenta dificuldades como pai. Seu filho, Robert, confia em Hay e revela que se sente negligenciado. Ele passa a se ressentir da ambição política de seu pai, que o fez ficar tão preocupado e distante. As mudanças de humor da esposa e os gastos insaciáveis desafiam ainda mais o estoicismo de Lincoln; embora o casamento seja turbulento, os dois parecem compartilhar um forte vínculo.
Com frequentes anedotas e humor "bizarros", Vidal procurou também explorar o lado humano de Lincoln. Vidal percebeu o humor de Lincoln como uma necessidade para lidar com seus muitos e grandes fardos.

## Personagens

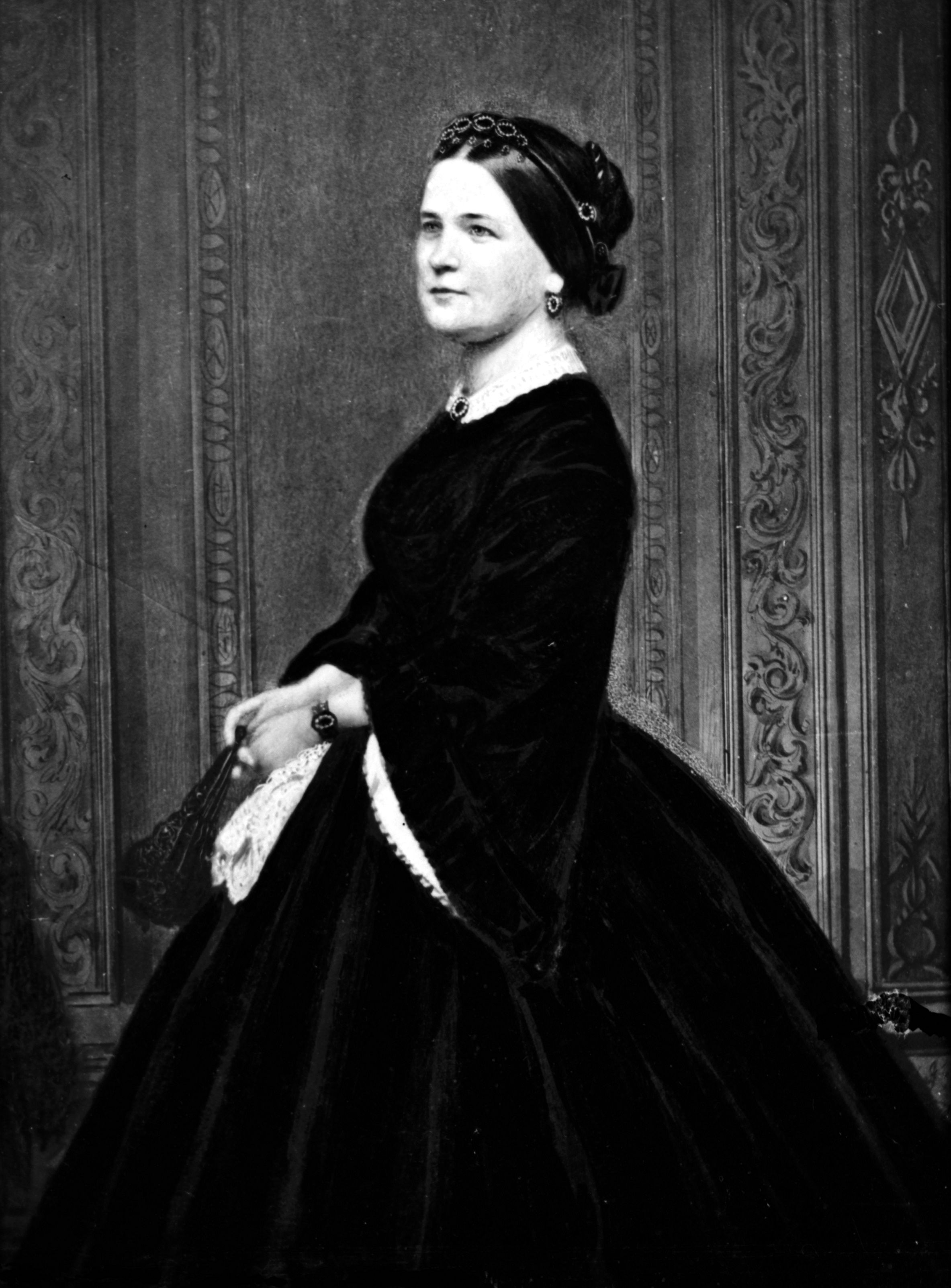
Retrato de Mary Todd Lincoln tirado entre 1860 e 1865

### Mary Todd Lincoln
Lincoln amava profundamente sua esposa e lutou muito contra seu colapso mental. Ela é retratada como uma vulnerabilidade nas táticas políticas de Lincoln, frequentemente entrando em conflito com congressistas.
No entanto, a representação de Maria feita por Vidal é majoritariamente positiva. Ela é vista como uma pessoa inteligente e decente que infelizmente sucumbe a ataques de insanidade caracterizados por mudanças bruscas de humor e gastos insaciáveis.

### John Hay
John Hay era secretário pessoal de Lincoln. Ele é representado como um amigo próximo e confidente de Lincoln. Ele era um jovem na época da presidência de Lincoln e era enérgico e animado, mesmo nos momentos mais desafiadores da guerra.

### WIlliam Seward
Seward foi Secretário de Estado dos EUA e é retratado como um rival bonito, mas politicamente astuto, de Lincoln. Inicialmente, Seward acreditava que os estados do Sul deveriam ter permissão para exercer seu direito legal de independência; no entanto, sob a liderança de Lincoln, ele passou a entender a importância da unificação. Ele foi um membro franco do gabinete de Lincoln e supervisionou o esforço de guerra.

### Salmon P. Chase
Chase foi Secretário do Tesouro dos EUA de Lincoln durante a maior parte de seu primeiro mandato e é descrito como tão interessado em desenvolver sua candidatura para a eleição presidencial de 1864 quanto em seu cargo no gabinete. Ele, como muitos outros políticos, duvidava da capacidade de liderança de Lincoln, acreditando que somente um abolicionista mais radical do que Lincoln (alguém como o próprio Chase) seria capaz de guiar o país em seu momento de grande perigo. Lincoln habilmente neutralizou a candidatura insurgente de Chase à nomeação republicana em 1864 e Chase ficou humilhado e com perspectivas limitadas.

### David Herold e John Wilkes Booth

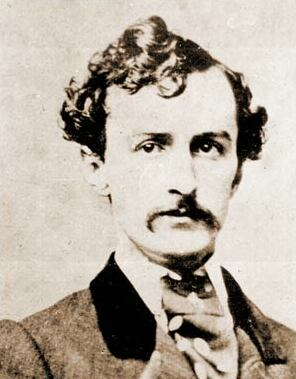
John Booth, o assassino de Lincoln

Herold e Booth são os conspiradores que elaboraram e executaram com sucesso um plano para assassinar Lincoln.
Herold despreza as tentativas de unificação de Lincoln. Ele é descrito como pouco inteligente e frequentemente se envolve em libertinagem, visitando bordéis em Washington. Ele fantasia ser um herói da Confederação e até mesmo envenenar o presidente por meio de seu trabalho como balconista de farmácia. Ele finalmente encontra um grupo de indivíduos com ideias semelhantes que também buscam matar Lincoln, e é aqui que ele conhece Booth.
John Booth é o assassino de Lincoln. Booth não é tão incompetente quanto Herold, mas também é um inimigo cheio de ódio de Lincoln. Ele busca vingar a derrota do Sul e persegue Lincoln durante todo o romance, jurando vingança. Sua narrativa atinge o clímax com o assassinato de Lincoln e a subsequente fuga ousada.

### Lista de personagens nomeados
Os personagens de Lincoln incluem dezenas de figuras históricas e também puramente fictícias. Esta lista de personagens nomeados inclui aqueles que aparecem ou são mencionados no romance. Eles são listados em ordem de aparição ou menção (menções marcadas com um *).
Parte 1 – Cap 1
- Elihu Washburne – Congressista de Illinois
  - Gautier – fornecedor de alimentos em DC, supostamente o Delfim perdido
- William Seward – Senador de Nova York, rival de Lincoln na nomeação republicana
- Pinkerton – Detetive, guarda-costas de Lincoln
- Abraham Lincoln – Presidente eleito, depois Presidente
- Ward Hill Lamon – guarda-costas de Lincoln, mais tarde policial de DC
- General Winfield Scott – Comandante do Exército dos EUA, vencedor da Guerra do México
- Mary Todd Lincoln – Primeira-dama
- Robert Lincoln – filho de Lincoln
  - Viúva Spriggs – senhoria de Lincoln em DC na década de 1840
- James Buchanan – 15º presidente coxo
  - William Dodge – comerciante de Nova York
- Mike – porteiro no Willard's Hotel
  - Stephen Douglas – candidato presidencial democrata do Norte, derrotado por Lincoln
  - John Breckinridge – candidato presidencial democrata do sul, derrotado por Lincoln
  - John Tyler – ex-presidente
  - Zachary Taylor – ex-presidente
- Salmon P. Chase – Abolicionista, Senador de OH, Secretário do Tesouro de Lincoln
  - Edward Bates – político Whig
- Gideon Welles – Democrata, Secretário da Marinha de Lincoln
  - Thurlow Weed – Editor do Albany Evening Journal

Cap 2
- David Herold – Balconista de farmácia, Washington Wild Boy, ex-faz-tudo de bordel
- Annie Surrat - amiga de David
- Sra. Surrat – mãe de Annie, dona de uma fazenda de caminhões em Maryland
- John Surrat – dono de uma fazenda de caminhões em Maryland, morrendo
- John Surrat – Filho do Sr. e da Sra. Surrat, católico, estudando para o sacerdócio
- Isaac Surrat – Filho do Sr. e da Sra. Surrat, engenheiro
- Sra. Herold – mãe de David, proprietária de loja de móveis
  - Jefferson Davis – presidente da confederação
- Sarah “Sal” Austin – Senhora
- Julia – Senhora

Cap 3
- - James Polk – Ex-presidente quando Lincoln estava no congresso
- Edward McManus – porteiro da Casa Branca, “Velho Edward”
- Harriet Lane – sobrinha do presidente Buchanan, primeira-dama de fato
  - o outro Edward – gerente da sala de espera do presidente Buchanan
- Edwin Stanton – Procurador-Geral de Buchanan, mais tarde conselheiro especial do Secretário de Guerra; mais tarde segundo Secretário de Guerra de Lincoln
  - Sr. Floyd – Secretário da Guerra sob Buchanan
  - Robert E Lee – Coronel do Exército
  - Major Anderson – Oficial da União encarregado de Ft Sumter

Cap 4
- John Hay – secretário de Lincoln, nomeado para um cargo no Departamento do Tesouro
- John George Nicolay – secretário de Lincoln
  - William Herndon – sócio de Lincoln em Springfield
- Tad Lincoln – filho de Lincoln (7)
- Willie Lincoln – filho de Lincoln (10)
- Charles Sumner – Senador de MA, abolicionista
- Sarah Helen Whitman – poetisa de Providence, professora, ex-noiva de EA Poe
  - Henry Clay – Senador de KY
  - William Cullen Bryant – Editor do New York Evening Post
  - Horace Greeley – editor de Nova York
- Henry Adams – estudante de Harvard, amigo de Robert Lincoln, filho de Charles Francis Adams

Cap 5
- - Simon Cameron – primeiro Secretário de Guerra de Lincoln
- Os Blairs – Família política de MD
  - John Brown – Abolicionista, enforcado
  - Reverendo Garrison – Abolicionista, preso
- Kate Chase – filha de Chase (20) e anfitriã de fato em sua casa
  - Nettie Chase – filha de Chase (13)
  - Alexander Stephens – Congressista da VA, VP da Confederação
  - Philip Barton Key – Vítima de assassinato, filho de Francis Scott Key
  - Dan Sickles – Congressista de Nova York, assassino absolvido de Key em um ataque de ciúmes
- Elizabeth Grimsley – prima de Lincoln, “prima Lizzie”
  - Eddie Lincoln – filho de Lincoln, falecido aos 3 anos de idade

Cap 7
- Henry D. Cooke – Editor do Ohio State Journal, amigo de Chase
- Jay Cooke – Financista rico da Filadélfia
  - Philander Chase – Bispo episcopal em Ohio
  - Senhorita Haines – Mestra da escola de acabamento
- Francis Preston Blair – O “Velho Cavalheiro”, ex-editor do Congressional Globe, amigo de Jackson, fazedor de reis
- Frank Blair – filho de Blair, congressista republicano do Missouri
- Montgomery Blair – filho de Blair, advogado em Maryland, diretor-geral dos correios de Lincoln

Cap 8
- Scipione Grillo – Músico, dono de restaurante
- Sr. Scala – Maestro da Banda da Marinha
- William S. Thompson – Farmacêutico, empregador de David Herold
- Elvira – Faxineira na farmácia
  - Dr. Hardinge – médico de Jefferson Davis
  - Sr. Dayton – político Whig
- Elmer E. Ellsworth – Mestre de treinamento dos zuavos
- Hannibal Hamlin – vice-presidente de Lincoln, senador do Maine
  - Edwin Forest – Ator
- Roger B. Taney – Chefe de Justiça

Cap 9
- James Gordon Bennett – Editor do New York Herald
- Chester – Mordomo no bordel de Sal Austin
- Marie-Jeanne – Prostituta

Cap 10
- - John Bright – Deputado britânico
  - William Gladstone – Primeiro-ministro britânico
- Elizabeth Keckley – Costureira da Sra. Lincoln
  - Nelson – Mordomo da família Todd em KY
  - Mammy Sally – babá da família Todd em KY
  - Juiz Turner – Juiz de Lexington
  - Caroline Turner – Esposa cruel do Juiz Tuner, assassino de escravos
  - Richard – escravo de Turner, assassino de Caroline em legítima defesa

Cap 11
- Imperatriz Eugênia – Última imperatriz da França, esposa de Napoleão III
  - Calvin Fairbanks – Ministro abolicionista com esquema de recompra de escravos
  - Eliza – Escrava comprada em leilão por Fairbanks, libertada em KY
  - Lord Lyons – Ministro britânico nos EUA
  - Benjamin Disraeli – Chanceler do Tesouro Britânico
- Caleb B. Smith – Secretário do Interior de Lincoln, de KY, conservador
  - Capitão Fox – Oficial da Marinha da União
- Frederick Seward – filho de Seward, subsecretário de Estado

Cap 12
- General Beauregard – General confederado na Carolina do Sul
  - Sra. Alexander – Membro da família fundadora de Alexandria, VA
  - Doutor Breckinridge – Tio do ex-vice-presidente, sindicalista em KY
  - Governador Pickens – Governador da Carolina do Sul
- Senador Hale – Senador de NH

Cap 13
- Sr. Mayberry – taberneiro de Alexandria, traficante de informações confederado
- Sr. Brown – Prefeito de Baltimore
  - Benjamin Butler – General da União, comandante do 8º Regimento de Massachusetts, comandante em Ft Monroe
- Henry Wikoff – Diplomata, memorialista, o “Chevalier”, amigo de Sickles e da Sra. Lincoln
  - Rainha Isabel – Rainha da Espanha
- Napoleão III – Imperador da França
  - Joseph Bonaparte – tio de Napoleão
  - Lord Palmerston – diplomata e agente de inteligência britânico
- Charles Schermerhorn Schuyler – Diplomata, autor
  - Victor Hugo – romancista francês
  - Larmatine - político francês
  - As Misses Mentelle – Irmãs, mestras da academia francesa em Lexington
- Emilie Helm – Meia-irmã da Sra. Lincoln, “Little Sister”
- Ben Hardin Helm – cunhado da Sra. Lincoln, West Pointer

Cap 15
- William Sprague – Governador de RI, o “menino governador”
- Ambrose Burnside – graduado em West Point, comandante da União, ex-homem da RR com Lincoln
- Zach Chandler – Senador de MI
- Senador Hale – Senador de NH
- Bessie Hale – filha do senador Hale, apaixonada por John Wilkes Booth
  - Thaddeus Stevens – Congressista da Pensilvânia, presidente do Comitê de Meios e Recursos
- M. Mercier – Ministro francês nos EUA
- Barão Gerolt – Ministro prussiano nos EUA
  - Governador Hardin – Governador do Kentucky
- Sr. Watt – zelador da Casa Branca
  - William S. Wood – Comissário de Edifícios Públicos

Cap 16
- - Sra. Cuthbert – governanta da Casa Branca
- Sr. Anderson – estalajadeiro da Virgínia, Marshall House

Cap 17
- Sr. Stevens – Presidente do New York Bank of Commerce
- Sr. Vail – Caixa do New York Bank of Commerce
- Morris Ketchum – Banqueiro independente
- William Henry Aspenwall – Banqueiro independente
  - Sr. Merryman – Prisioneiro do Exército dos EUA em Baltimore, mantido sem acusação
  - General Cadwalder – Líder sindical em Ft McHenry

Cap 18
- Irvin McDowell – General, Exército da União do Potomac
  - General Mansfield – Comandante da União
  - General McClellan – Comandante da União
  - Charles Francis Adams – Ministro dos EUA na Inglaterra
- John Bigelow – Ex-editor do NY Evening Post, ministro dos EUA na França
  - General Johnston – comandante confederado em Harper's Ferry
  - General Bates – Comandante da União
  - General Fremont – Comandante da União no Oeste
- John Forney – Secretário do Senado, editor do Washington Chronicle
  - William O. Stoddard – Assistente da Sra. Lincoln

Cap 19
- William Fessenden – Senador do ME, mais tarde Secretário do Tesouro após Chase
- LymanTrumbull – Senador de IL
- William Howard Russell – correspondente de guerra do Times of London
- William Sanford – capitão da União, ajudante do general McClellan
  - Julia Trumbull – esposa do senador Trumbull, ex-amiga da Sra. Lincoln
  - James Gordon Bennett, Jr. – filho de Bennett

Cap 20
- Rose Greenhow – sobrinha-neta de Dolly Madison, tia de Stephen Douglas, informante confederada
- Bettie Duvall – informante confederada
  - Reverendo Doutor James Smith – Ministro presbiteriano de Springfield, amigo da Sra. Lincoln, proposto como ministro dos EUA para a Escócia
- Benjamin Wade – Senador de OH, abolicionista radical
- James Grimes – Senador da IA
- Henry Wilson – Senador de MA
  - George Washington – Chefe de mesa no Willard's Hotel

Parte 2 - Cap 1
- - Major French – Comissário de Edifícios Públicos
  - Alexander T. Stewart – magnata das lojas de departamentos de Nova York
  - Edward D. Baker – Ex-senador de IL e amigo de Lincoln
  - General Hunter – Comandante da União
  - General Henry E. Halleck – comandante da União no Oeste; protegido de Scott
  - Senador Johnson – Senador do Tennessee, Unionista
  - Clausewitz – teórico político alemão
  - Juiz Davis – Amigo de Lincoln, nomeado para a Suprema Corte
- Barão Stueckl – Ministro russo nos EUA

Cap 2
- - Príncipe Alberto – Marido da Rainha Vitória
- Conde de Paris – Príncipe, legítimo rei da França, visitando os EUA
- Duque de Chartres – irmão do príncipe
- Príncipe de Joinville – O tio do príncipe
- Emily Glendenning – Atriz
- John T. Ford – Proprietário de teatro
- Chicken Henderson – Comerciante de aves, informante
- Zadoc Jenkins – irmão da Sra. Surrat
  - Padre Jenkins – Presidente do St Charles College em MD
- Susan Henderson – Amiga da família de Chase
- Barão Schleiden – Ministro hanseático nos EUA
  - Joseph Holt – Democrata pró-sindicato no gabinete de Buchanan

Cap 3
- Sr. Wormley – restaurateur de Washington
  - Joshua Speed – velho amigo de Lincoln de IL
  - Sr. Hill – Proprietário de loja em IL, velho amigo de Lincoln
- Dr. Prettyman – Médico de bordel
  - Dr. Drake – Médico de Cincinnati
  - Sr. Chatterton – amigo de Herndon, candidato a cargo público
  - General Buell – Oficial da União no oeste
  - General Franklin – Oficial da União
- FE Spinner – Tesoureiro dos EUA
- Sr. Meigs – intendente geral da União

Cap 4
- - Sra. Watt – esposa de John Watt, na folha de pagamento da Casa Branca como administradora
  - Sr. Waterman – Homem rico de NY
- John Hickman – Congressista da Pensilvânia, abolicionista, presidente da comissão conjunta do Congresso sobre a condução da guerra
- Sra. Crittendon – Senhora da sociedade de Washington
- Sra. Welles – Esposa do congressista Welles
  - Ulysses S. Grant – Brigadeiro-General de IL
  - Elizabeth Edwards – irmã da Sra. Lincoln

Cap 5
- General Viele - comandante da União
- Comodoro Goldsborough – Oficial da Marinha da União
- John E. Wool – Comandante da União em Ft Monroe
  - General Hooker – Comandante da União em Williamsburg

Cap 6
- - Joe Johnston – comandante confederado em Richmond
  - Therena Bates - noiva de Nicolay
  - Hole-in-the-Day – Líder nativo americano
- General Pope – Comandante da União de IL; “Old Brains”
- James A. Garfield – general da União de OH, major-general em Chickamauga, mais tarde congressista
  - Lucretia Garfield – esposa do General Garfield
  - Sra. Laury – Médium espiritualista

Cap 7
- Azadia – prostituta
- EM Thomas – Líder afro-americano
  - Frederick Douglass – líder afro-americano
  - Princesa Alice – Filha da Rainha Vitória
  - Grão-duque de Hesse – noivo da princesa Alice
  - Adele Douglas – Viúva de Stephen Douglas
- Harris Hoyt – comerciante de algodão do Texas e aspirante a contrabandista; colega de Sprague
  - Sr. Thayer – Potencial governador da Flórida Oriental
  - Governador Dayton – Governador corrupto de OH
  - Fred Ives – jornalista de RI e redator de discursos para Sprague
  - Byron Sprague – Industrialista, primo de Sprague
- Charles E Prescott – Montador de navios

Cap 8
- - James Trimble – administrador da Casa Branca
- Jimmy – Homem de manutenção da Casa Branca
  - Anna Miles – noiva de Herdon
  - James Stanton – filho pequeno de Stanton
  - Sr. Wadsworth – candidato republicano para governador de NY
  - Horatio Seymore – Governador Democrata de NY
  - Andrew Johnson – Governador Republicano do Tennessee
  - William S. Rosenkrans – comandante da União

Cap 9
- Charles Eames – Editor, diplomata
- Sra. Eames – esposa de Eames, anfitriã elegante
- Baronesa Gerolt – esposa de Gerolt
- Carlotta Gerolt – filha de Gerolt
  - M. Mercier – diplomata francês
  - Otto von Bismarck – chanceler prussiano
  - Manton Marble – Editor do New York World
- Sr. Sullivan – dono de bar, espião confederado
  - “O Coronel” – Chefe da inteligência confederada em DC
  - Artemus Ward – Autor de histórias em quadrinhos
  - Preston King – Senador Republicano de Nova York
  - Laurence Stern – autor inglês
  - Jacob Collamer – Senador de VT

Cap 10
- Sra. Stanton – esposa de Stanton
  - Sra. Caleb Smith – esposa de Smith
  - John Usher – Secretário do Interior nomeado, de IN
  - Sam Todd – meio-irmão da Sra. Lincoln, morto em Shiloh
  - Aleck Todd – meio-irmão da Sra. Lincoln, morto em Baton Rouge, “Pequeno Aleck”
  - Clement C. Valladigham – Congressista de OH, Democrata “copperhead”
- William O'Connor – funcionário do Departamento do Tesouro, romancista
  - Ralph Waldo Emerson – Poeta
- Walt Whitman – Poeta, candidato a nomeação
  - Sr. Taylor – barman de NY
  - George Whitman – irmão de Whitman, soldado da União
  - Sra. Whitman – mãe de Whitman

Cap 11
- Cabo Stone – Soldado confederado, amigo da Sra. Lincoln de KY
  - John Todd – primo da Sra. Lincoln, general confederado
  - John Hunt Morgan – comandante confederado de KY
  - Sra. Todd – Madrasta da Sra. Lincoln
  - Charles Hay – irmão de Hay
  - Fanny Sprague – mãe de Sprague, matriarca da Nova Inglaterra
- Roscoe Conkling – Congressista de NY

Cap 12
- - George Meade – General da União
  - Governador Curtin – Governador da Pensilvânia
  - Os Biddles – Família patrícia da Pensilvânia
  - Sra. Pomroy – enfermeira da Sra. Lincoln
- Capitão Rewalt – Médico da União da Pensilvânia
  - Sr. Chandler – Operador de telégrafo do Departamento de Guerra
  - Senhorita Hooper – Filha do comerciante de Georgetown
  - PT Barnum – Empresário
  - Tom Thumb – Artista
  - Sra. Thumb – Artista
- Almirante Porter – comandante naval da União
  - Sra. Hanks – mãe de Lincoln
  - John C. Calhoun – Defensor da escravidão
  - Senador Morgan – Senador de NY
- Samuel J. Tilden – Ex-governador de NY
  - Martin Van Buren - ex-presidente
  - Arcebispo Hughes – Arcebispo católico de NY

Parte 3 - Cap 1
- - Sr. Grover – Proprietário de teatro
  - EL Davenport – Ator
  - JW Wallack – Ator
  - Senhorita Cushman – Atriz
- Edward Spangler – Ajudante de palco
  - Edwin Forrest – Ator
  - Junius Brutus Booth – Ator, pai de John Wilkes Booth
  - Edwin Booth – Ator, irmão de John Wilkes Booth
  - JB Booth, Jr. – Gerente de teatro
  - Sra. Siddons – Atriz
  - Senador Pomeroy – Senador do Kansas, gerente de campanha de Chase
- Whitelaw Reid – Jornalista do Cincinnati Gazette
- Ella Turner – Encontro de John Wilkes Booth
  - FW Hurtt – sócio de Henry Cooke, dono do Ohio State Journal
  - Isaac J. Allen – Editor e sócio do Ohio State Journal
- Hiram Barney – Coletor de alfândega, Porto de Nova York
- General Magruder – Comandante da União em Galveston
  - William Wheatley – Ator

Cap 2
- Ira Harris – senador por NY
  - Teresa Sickles – esposa de Sickles
  - Katherine Helm – filha de Emilie

Cap 3
- - Schuyler Colfax – Presidente da Câmara
  - James G. Blaine – Congressista do ME, editor de jornal
  - James A. Garfield – Congressista, major-general da União em Chickamauga
- John T. Trowbridge – biógrafo de Chase
  - Senador Sherman – Senador e panfletário
  - Sr. Winchell – jornalista e panfletário de NY
  - Isaac Newton – Diretor do Departamento de Agricultura
  - Simeon Draper – Colecionador, Porto de Nova York
- Fred Grant – filho do General Grant
  - William Mortimer – Nomeado pelo governo, amigo da Sra. Lincoln
  - William Tecumseh Sherman – General da União

Cap 4
- - James S. Wadsworth – General da União, amigo de Lincoln
  - Governador Andrew – Governador de NY
  - Sr. Dickinson – político de NY
  - Imperador Maximiliano – governante francês no México
- Julia Ward Howe – Poeta
  - John Burrows – Escriturário do Departamento do Tesouro, homem de letras
- Maunsell B. Field – assistente e protegido de Chase
  - Barão Renfrew – Príncipe de Gales
  - Jenny Lind – soprano sueca
  - John C. Cisco – Tesoureiro de NY
  - Senador Morgan – Senador de NY
  - Senador Chase – Senador de NY
  - Dave Tod – Governador de OH, nomeado por Lincoln como Secretário do Tesouro
  - General Schenk – Comandante da União
- Sr. Hooper – Congressista, amigo de Chase
- Senador Conness – Senador
- Luís XVI – Rei da França
- M. Necker – Ministro das Finanças de Louis

Cap 5
- - Jubal Early – General confederado em Washington
  - Lew Wallace – General da União em Monocacy Junction
- Horatio Wright – Major-general da União em Washington
  - Abram Wakeman – Candidato a Surveyor de NY
  - AT Stewart – comerciante de NY
- Oliver Wendell Holmes, Jr. – Tenente-coronel da União, filho do poeta

Cap 6
- - Philip Sheridan – General da União
  - Almirante Farragut – comandante naval da União
- Sr. Nichols – Soldado da União na guarda de Lincoln
- Sr. Raymond – Editor do New York Times

Cap 7
- - Petróleo V. Nasby – Autor de histórias em quadrinhos
- John A. Dix – Comandante da União do Departamento do Leste
  - William Dennison – Diretor-Geral dos Correios depois de Blair
- Major Eckert – Oficial da União
- Noah Brooks – Jornalista da Califórnia, secretário do segundo mandato de Lincoln

Cap 8
- - Sr. Walsh – Farmacêutico em Navy Yard, Washington
  - Sr. Lloyd – O inquilino do Surrat em MD
- Sr. e Sra. Holohan – pensionistas de Surrat em Washington
  - James Speed – advogado de Springfield, irmão de Joshua Speed, nomeado para procurador-geral
  - Charles S. Prescott – Contrabandista
- William H. Reynolds – Contrabandista

Cap 9
- Alexander H. Stevens – Vice-presidente confederado
- John A. Campbell – Ex-juiz da Suprema Corte, negociador confederado
- RMT Hunter – Ex-senador, negociador confederado
- Lewis Payne – Conspirador, também conhecido como Lewis Powell dos Raiders de Mosby, “The Terrible Lew”
- George Atzerodt – Barqueiro, contrabandista, conspirador
  - Avonia Jones – Atriz
- Major French – Diretor da segunda posse de Lincoln
  - Hugh M. McCulloch – Secretário do Tesouro após Fessenden

Cap 10
- Sr. Crook – guarda-costas de Tad Lincoln
- James Ord – Comandante Geral, Exército da União de James
- Sra. Griffiths – Esposa do general da União
- Sra. Ord – esposa de Ord
- Major Seward – sobrinho de Seward
- General Weitzer - oficial sindical em Richmond

Cap 11
- Laura Keene – Atriz cômica
- Senhorita Harris – Filha do Senador Harris
- Major Rathbone – noivo da Srta. Harris
- Isaac – amigo de Lincoln de Chicago
- Tom Pendel – Porteiro da Casa Branca
- Emma Schuyler – Filha de Charles Schuyler, Princesa d'Agrigent
  - Príncipe d'Agrigent – aristocrata francês, marido afastado de Emma

## Recepção
O Washington Post escreveu uma crítica positiva na época da publicação, elogiando a habilidade de Vidal em criar uma leitura satisfatória.[carece de fontes?] Este elogio positivo foi refletido na The New York Review of Books.
Além disso, o livro foi alvo de críticas, principalmente de historiadores acadêmicos. Roy P. Basler afirma que grande parte da vida de Lincoln nunca aconteceu como foi contada por Vidal. Essa imprecisão histórica se estende às personalidades e atributos físicos dos personagens. Significativamente, Vidal enfrentou críticas intensas por sua representação de um Lincoln racista e de uma Mary Todd Lincoln sifilítica e perturbada. Apesar do gênero narrativo histórico do romance, a suposta distorção dos fatos foi vista como potencialmente prejudicial ao público.
John Alvis publicou uma resenha do romance no The Claremont Review of Books. Segundo Alvis, o livro é "decepcionante por ser, no fundo, inadequado". Foi alegado que o romance de Vidal sucumbiu ao melodrama, à imprecisão histórica e ao sensacionalismo. O reitor da Lincoln Scholars, Richard N. Current, teve uma grande exceção ao seu romance, iniciando uma rivalidade com Vidal nas páginas da The New York Review of Books.
No entanto, dentro do meio acadêmico também houve recepção positiva. Harold Bloom, o Sterling Professor de Humanidades da Universidade de Yale, publicou uma resenha na The New York Review of Books, onde chamou o livro de "excelente" e "grande entretenimento". Vidal também foi descrito como um escritor impressionante que ajudou a moldar a consciência popular e a oferecer uma visão alternativa sobre a compreensão dominante da sociedade e da história americanas.

## Prémios
Em 1985, Vidal recebeu o Prêmio Benjamin Barondess pelo romance. O destinatário do prêmio recebe uma escultura de Abraham Lincoln, especificamente um busto. É concedido anualmente "a qualquer pessoa ou instituição e por qualquer contribuição para a maior valorização da vida e das obras de Abraham Lincoln, conforme decidido pelo comitê de premiação."

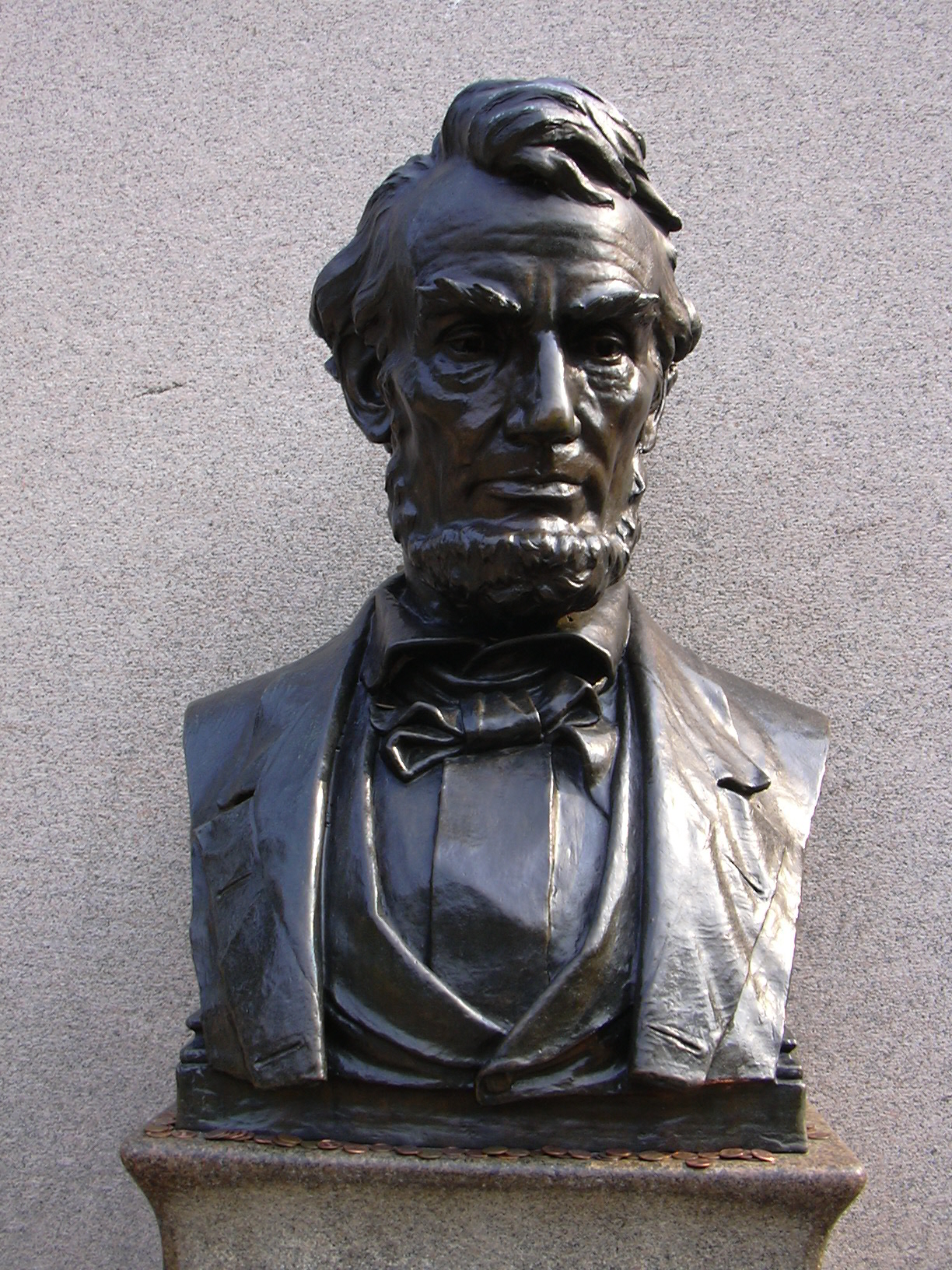
Um busto de Abraham Lincoln

Também foi incluído na Torchlight List, que reconhece 200 obras que fornecem às pessoas conceitos para ajudá-las a compreender as complexidades do mundo moderno. A lista é definitiva e foi elaborada por Jim Flynn, um professor que leciona na Universidade de Otago.
Também foi colocado na lista dos mais vendidos do New York Times em 1984.

## Adaptação
Lincoln, um filme feito para a TV baseado no romance, foi ao ar pela primeira vez em 1988 em duas partes, em 27 e 28 de março. O filme é estrelado por Sam Waterston como Lincoln e Mary Tyler Moore como Mary Todd Lincoln.
Diferia do livro por focar menos na luta pessoal e no crescimento de Lincoln, mas mais na guerra em si. Tanto o diretor quanto a atriz principal receberam Emmys por seu trabalho na minissérie.

## Escrita e publicação
O livro foi publicado em 1984 pela Penguin Random House LLC. Vidal afirmou que o livro foi pesquisado e escrito ao longo de um período de 5 anos. Ele se baseia principalmente em fontes primárias, incluindo jornais, diários e cartas da época. Assim como outras obras de ficção histórica de Vidal, como Washington DC e Burr: A Novel, Vidal inclui uma quantidade extraordinária de detalhes e tenta seguir de perto o registro documentado.
O Lincoln de Vidal foi considerado um sucesso comercial. Ficou na lista dos mais vendidos do The New York Times por 22 semanas e vendeu mais de 250.000 cópias de capa dura. O posfácio do romance agradece ao professor David Herbert Donald, do Departamento de História de Harvard, pela verificação dos fatos no manuscrito.